# Аминторе Фанфани
Аминторе Фанфани (итал. Amintore Fanfani; Пјеве Санто Стефано, 6. фебруар 1908 — Рим, 20. новембар 1999) био је италијански политичар и премијер Италије у више наврата. Био је један од истакнутијих италијанских политичара у послератној Италији и историјска личност Хришћанске демократије.

## Биографија
Рођен је 1908. године у месту Пјеве Санто Стефано, провинција Тоскана. Завршио је студиј економије на Католичком универзитету у Милану 1932. године.
Био је члан Националне фашистичке партије и залагао се за идеје корпоративизма. Тих је дана писао за званични расистички часопис у Италији, „Одбрана расе“ (La difesa della razza), а 1938. године је био један од 330 потписника антисемитског Манифеста о раси, који је довео до забране Јеврејима да учествују у влади и раде као професори на универзитетима.
Након капитулације Италије 1943. године, одселио се у Швајцарску и тамо био све до ослобођења Италије априла 1945. године.

### Политичка каријера
По повратку у Италију, укључио се у политику и био потпредседник новоосноване Хришћанске демократије. Био је посланик у Уставотворној скупштини и један од аутора новог устава тек проглашене Републике Италије. Године 1948. био је изабран у Дом посланика Републике Италије. Био је министар рада 1947–1948. и 1948—1950, министар пољопривреде 1951–1953, те министар унутрашњих послова 1953. године. Након што се Де Гаспери повукао из политике, Фанфани је био изабран за новог секретара Хришћанске демократије (1954–1959). Током свога мандата је извршио реорганизацију партије и помладио њене кадрове.
Његове је каријера у наредном периоду била на врхунцу: током 1950-их двапут је вршио функцију премијера Италије. Пошто 1964. није успео да га изаберу за председника Италије, запао је у политичку позадину. Од 1965. године до 1966. године био је председавајући Генералне скупштине УН-а, а од 1968. године до 1973. године председник Сената Италије. Пошто ни 1971. године није изабран за председника, као надокнада за губитак додељено му је место доживотног сенатора 1972. године.
Неуспех референдума о разводима присилио га је да напусти функцију секретара Хришћанске демократије 1975. године. Од 1982. године до 1983. године је по пети пут био премијер Италије, од 1985. године до 1987. године поновно био председник Сената, а од априла до јула 1987. године премијер по шести пут.
Умро је 20. новембра 1999. године у Риму.